# Salvador de Mello
Salvador de Mello (Lisboa, 31 de outubro de 1965) é um empresário português e presidente executivo do Grupo José de Mello.

## Carreira
Salvador de Mello é descendente de uma família de grande tradição empreendedora e empresarial em Portugal, em que sobressai, no século XX, a atividade do seu bisavô, Alfredo da Silva, como líder do Grupo CUF. 
Viveu na Suíça, país onde a sua família se estabeleceu na sequência do 25 de abril de 1974, e da estatização das suas empresas. Na Universidade de Neuchâtel completou uma licenciatura em Ciências Económicas e Administração de Empresas.
Nos anos 2000 juntou-se ao  pai, José Manuel de Mello (que junto do irmão, Jorge de Mello integrava a direção do Grupo CUF aquando do 25 de abril) no Grupo José de Mello, fundado por José Manuel em finais dos anos 1980. Com esta iniciativa, Jose Manuel visava recuperar parte das empresas do antigo conglomerado. 
Em 2001 assumiu a presidência da José de Mello Saúde, que viria a dotar a denominação de CUF, e que constitui a holding do grupo para a área da saúde privada, numa altura em que essa se tornou uma das suas principais áreas de intervenção, alcançando a liderança nacional no ramo.
20 anos volvidos, em 2021, sucede ao irmão mais velho, Vasco de Mello, na presidência executiva do Grupo José de Mello, numa altura em que o grupo tem como participações principais a CUF, a Brisa e a Bondalti (nova denominação da área química da antiga CUF, retomando a ligação histórica da família a essa indústria). 
O exercício de funções profissionais nos negócios familiares tinha-se iniciado em 1992, na Lisnave, empresa igualmente liderada por José Manuel de Mello aquando da Revolução dos Cravos.